# 鳩斑天竺魚
鳩斑天竺魚（学名：Apogonichthys waikiki），又稱鳩斑原天竺鯛、鳩斑天竺魚为輻鰭魚綱鈎頭魚目天竺鲷科的一種。

## 分布
本魚分布于印度太平洋區，包括南非、東非、紅海、塞席爾群島、可可群島、臺灣、日本、越南、菲律賓、印尼、澳洲、密克羅尼西亞、馬紹爾群島、馬里亞納群島、新喀里多尼亞、關島、夏威夷群島、帛琉、斐濟、法屬波里尼西亞等海域。该物种的模式产地在夏威夷群岛。

## 深度
水深6至65公尺。

## 特徵
本魚體呈長橢圓形，眼大，呈橙色。體色從茶色至粉紅色，體側具有黃褐色不規則的深色斑點與條紋，而且各鰭也具有斑點； 通常具有一條從眼到前鰓蓋骨的黑色線條。在尾柄處有一小白色斑點，背鰭硬棘8枚；背鰭軟條9枚；臀鰭硬棘2枚；臀鰭軟條8枚，尾鰭呈圓形，體長可達5公分。

## 生態
本魚棲息於近海的礁石平台或碎石區，白天多藏於岩穴中，夜晚出來活動覓食，屬肉食性，以浮游生物或底棲無脊椎動物為食，雄魚與雌魚交配後，雄魚會將卵含在口中保護，孵化之。

## 經濟利用
不具經濟價值。

## 扩展阅读
維基物種上的相關：鳩斑天竺魚